# ساختن تاریخ: آرام و طوفانی
ساختن تاریخ: آرام و طوفانی (به انگلیسی: Making History: The Calm & The Storm) یک بازی رایانه‌ای در سبک راهبرد نوبتی است که توسط شرکت موزی لین طراحی و ساخته شد. این بازی استراتژیک، در ۱۳ مارس ۲۰۰۷ توسط شرکت والو، استارداک و پارادوکس اینتراکتیو عرضه شد. این بازی نخستین بازی از سری بازی‌های ساختن تاریخ است که با موتور بازی‌سازی گیم‌بریو توسعه داده شده است.
موضوع این بازی پیرامون دوران میانی قبل و بعد از آغاز جنگ جهانی دوم است و بازیباز می‌تواند باانتخاب یکی از ۸ قدرت بزرگ آن دوران، یعنی جمهوری خلق چین, فرانسه, آلمان نازی, پادشاهی ایتالیا, امپراتوری ژاپن, بریتانیا, ایالات متحده آمریکا و اتحاد جماهیر شوروی وارد این دوره تاریخی ده و وقایع پیش آمده در این دوره تاریخی را، با یکی از این کشورها تجربه کند و در جهت بهبود شرایط برای کشور متبوع خود حرکت کند.
این بازی در زمینه فروش و بازاریابی به موفقیت دست یافت و به نقل از نیوزویک، در حال حاضر به بخشی از برنامه آموزشی جنگ جهانی دوم در بیش از ۱۵۰ مدرسه تبدیل شد.